# Michel Azama
Michel Azama (Vilallonga de la Salanca, Rosselló, 1942) és un dramaturg i escriptor francès. És doctor en Literatura Moderna per la Universitat Paul Valéry de Montpeller. Es va formar com a actor al centre René Simon i a l'Escola Internacional Jacques Lecoq de París. Entre 1989 i 1992 va treballar al Centre Dramàtic Nacional de Borgonya, a Dijon. Va ser redactor en cap de la revista Les Cahiers de Prospero especialitzada en l'escriptura teatral contemporània. Actualment es dedica a l'ensenyament, a escriure obres de teatre, i dirigeix tallers d'escriptura dramàtica a Colòmbia, Xile, Itàlia i França. És president d'Écrivains Associés du Théatre (EAT).
A banda de la seva activitat docent internacional al capdavant de nombrosos tallers d'escriptura teatral a França, Itàlia, Espanya, Colòmbia o Xile, ha traduït nombrosos autors d'expressió castellana (José Sanchis Sinisterra) i catalana (Sergi Belbel, Josep Maria Benet i Jornet). L'any 2002 fou nomenat president d'Écrivains Associés du Theatre (EAT), entitat professional que agrupa més de 300 dramaturgs francesos.

## Obres
Adscrit al Nouveau Théâtre de Bourgogne (Centre Dramàtic de Dijon), és autor entre d'altres de:
- Ruptures (1981)
- Bled (1984)
- Vie et mort de P.Paolo Pasolini (1986)
- Croisades (1988)
- Le Sas (1989)
- Iphigenie ou le pêche des Dieux (1991)
- Asteques (1991)
- Medee Black (1992)
- Les deux terres d'Akhenaton (1994)
- Zoo de nuit (1997)
- Faits divers (1998)
- Saintes familles (2002)

La versió catalana de Croades rebé el premi Adrià Gual (1994) pel muntatge d'Antonio Simón Rodríguez, estrenat el 1996.